# Saint Thomas Middle Island
Saint Thomas Middle Island är en parish i Saint Kitts och Nevis. Den ligger i den västra delen av landet, 10 km nordväst om huvudstaden Basseterre. Antalet invånare är 2 045. Arean är 25,0 kvadratkilometer. Saint Thomas Middle Island ligger på ön Saint Christopher.
Huvudort är Middle Island. 
I Saint Thomas Middle Island finns Brimstone Hill Fortress nationalpark (nationalpark och världsarv).